# 별 볼일 없는 인생
《별 볼일 없는 인생》(영어: Tales of Nobody)은 2023년에 개봉한 대한민국의 로맨스 드라마 판타지 영화이다.

## 출연

### 주연
- 정가은 - 이선 역
- 곽필제 - 성준 역

### 조연
- 노진원 - 미스터 창 역
- 김이헌 - 이선 역 (20대)
- 나미희 - 이선 엄마 역
- 김늘메 - 햄릿 아빠 역
- 박선우 - 성형아빠 역
- 강수빈 - 예은 역
- 하지영 - 나윤 역
- 이유청 - 정우 역
- 임은지 - 효연 역

### 단역
- 신기루
- 이재형
- 한현민
- 정진욱
- 전유성 - 할아버지 역